# Frenelle-la-Petite
Frenelle-la-Petite é uma comuna francesa na região administrativa de Grande Leste, no departamento de Vosges. Estende-se por uma área de 3,49 km². Em 2010 a comuna tinha 45 habitantes (densidade: 12,9 hab./km²).